# Ivtchenko-Progress AI-25
 (août 2024).
La mise en forme du texte ne suit pas les recommandations de Wikipédia : il faut le « wikifier ».
Les points d'amélioration suivants sont les cas les plus fréquents. Le détail des points à revoir est peut-être précisé sur la page de discussion.
- Les titres sont pré-formatés par le logiciel. Ils ne sont ni en capitales, ni en gras.
- Le texte ne doit pas être écrit en capitales (les noms de famille non plus), ni en gras, ni en italique, ni en « petit »…
- Le gras n'est utilisé que pour surligner le titre de l'article dans l'introduction, une seule fois.
- L'italique est rarement utilisé : mots en langue étrangère, titres d'œuvres, noms de bateaux, etc.
- Les citations ne sont pas en italique mais en corps de texte normal. Elles sont entourées par des guillemets français : « et ».
- Les listes à puces sont à éviter, des paragraphes rédigés étant largement préférés. Les tableaux sont à réserver à la présentation de données structurées (résultats, etc.).
- Les appels de note de bas de page (petits chiffres en exposant, introduits par l'outil «  Source ») sont à placer entre la fin de phrase et le point final[comme ça].
- Les liens internes (vers d'autres articles de Wikipédia) sont à choisir avec parcimonie. Créez des liens vers des articles approfondissant le sujet. Les termes génériques sans rapport avec le sujet sont à éviter, ainsi que les répétitions de liens vers un même terme.
- Les liens externes sont à placer uniquement dans une section « Liens externes », à la fin de l'article. Ces liens sont à choisir avec parcimonie suivant les règles définies. Si un lien sert de source à l'article, son insertion dans le texte est à faire par les notes de bas de page.
- La présentation des références doit suivre les conventions bibliographiques. Il est recommandé d'utiliser les modèles {{Ouvrage}}, {{Chapitre}}, {{Article}}, {{Lien web}} et/ou {{Bibliographie}}. Le mode d'édition visuel peut mettre en forme automatiquement les références.
- Insérer une infobox (cadre d'informations à droite) n'est pas obligatoire pour parachever la mise en page.

Pour une aide détaillée, merci de consulter Aide:Wikification.
Si vous pensez que ces points ont été résolus, vous pouvez retirer ce bandeau et améliorer la mise en forme d'un autre article.

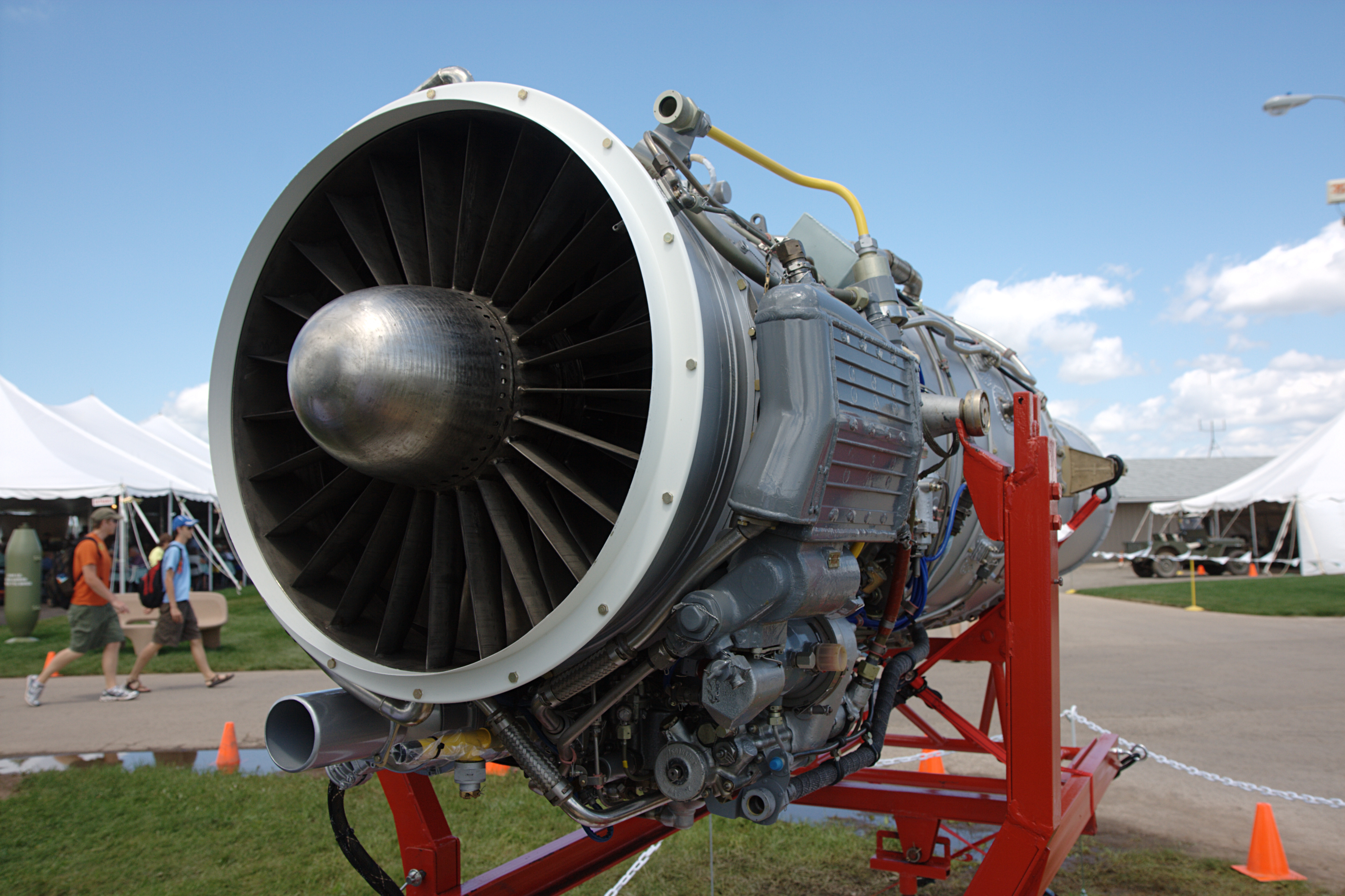
Le moteur AI-25 d'un Aero L-39 Albatros.

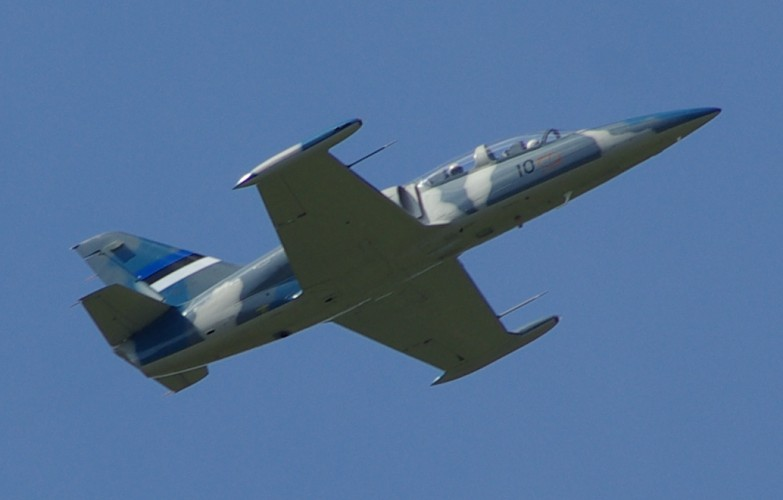
Un L-39 Albatros estonien en vol, propulsé par un AI-25TL.

L’Ivtchenko-Progress AI-25 est une famille de turboréacteurs à double flux civils et militaires à double arbre et moyen taux de dilution, développés par le constructeur Ivtchenko-Progress ZMKB, en Union soviétique. Ce fut le tout-premier turboréacteur à double flux à avoir été utilisé sur des avions court-courrier en URSS.
Plus de 9 360 exemplaires de ce moteur ont été assemblés, et il est toujours en cours de production chez le constructeur ukrainien Motor Sich, à Zaporijjia.

## Conception et développement
L’AI-25 fut conçu pour propulser l'avion de ligne triréacteur Yak-40, fréquemment désigné comme étant le premier avion de transport régional, et a servi de base de départ pour la conception du turboréacteur Lotarev DV-2.
Le projet fut lancé en 1965, le premier essai en vol de l'AI-25 étant effectué en 1966. Le concepteur en chef était Karl M. Roller. Le moteur sera finalement autorisé à la production en 1967. En 1972, l'AI-25 fut sélectionné pour équiper l'avion d'épandage agricole polonais PZL M-15 Belphegor, l'unique appareil biplan au monde à avoir été propulsé par un turboréacteur. Le développement du moteur continua, et le plus puissant AI-25TL fut conçu pour équiper l'avion d'entraînement Tchécoslovaque Aero L-39 Albatros, son premier vol ayant lieu en 1968. Le L-39 deviendrait ensuite l'un des avions d'entraînement les plus populaires et diffusés dans le monde, avec plus de 3 000 exemplaires produits, dont 2 900 sont toujours en service actif de nos jours. Une version plus petite de l'AI-25TL, l’AI-25TLK, équipa également l'avion de chasse/entraînement chinois Hongdu JL-8/JL-11, et fut également produite sous licence en Chine sous la désignation de WS-11. Une autre version de l'AI-25 est l’AI-25TLSh, apparu dans les années 1990, qui effectua des tests en vol sous le giron du Ministère de la Défense ukrainien en 2002. Ivtchenko-Progress vend actuellement l'AI-25TLSh comme une mise à jour pour les utilisateurs des L-39 et JL-8, leur permettant d'étendre la carrière opérationnelle de ces appareils et aussi d'améliorer leurs performances. Le dernier AI-25 sorti est l’AI-25TL « série 2 », conçu pour le MiG-AT.

## Caractéristiques
L'AI-25 est un turboréacteur à double flux, à double corps et à moyen taux de dilution. Son compresseur est constitué d'une partie basse-pression (dite « BP ») et d'une partie haute-pression (dite « HP »).
Le compresseur est de type axial ; La partie BP, qui assure une partie de la compression mais également l'expulsion de l'air admis par le canal du flux secondaire (qui n'est pas brûlé), est constituée d'une soufflante à 3 étages, tandis que la partie HP est constituée de 9 étages de compresseur. Tous les étages sont en alliage de titane.
La turbine HP, qui entraîne le compresseur HP, est à un seul étage, refroidi par de l'air prélevé au niveau du compresseur, tandis-que la turbine BP, qui entraîne la soufflante, est à deux étages, non refroidis. L'arbre de transmission du corps BP, reliant la turbine BP à la soufflante, passe à l'intérieur de celui qui relie la turbine HP au compresseur HP (cette partie HP est également désignée « cœur » du moteur). Les guides d'entrée d'air sont à pas variable (± 5°) et le compresseur est doté de clapets prévenant l'apparition de phénomènes de pompage, lors des vols à faible vitesse.
Entre le compresseur et la turbine se trouve la chambre de combustion, qui est à flux direct et dispose d'un injecteur centrifuge à 12 buses de carburant.

## Versions
- AI-25 : Version de base, développée pour l'avion de transport régional Yak-40[7] ;
- AI-25TL : Version plus puissante, pour l'avion d'entraînement L-39 Albatros ;
- AI-25TLK : Version plus petite du TL, pour l'avion chinois d'entraînement/attaque Hongdu JL-8/JL-11 ;
- WS-11 : Désignation de l'AI-25TLK produit sous licence par les Chinois ;
- AI-25TLSh : Version modernisée, proposée comme mise à jour pour les L-39 et JL-8 déjà en service ;
- AI-25TL « série 2 » : Dernière version du moteur, conçue pour le MiG-AT.

## Applications
- Aero L-39 Albatros
- Hongdu JL-8/JL-11
- PZL M-15 Belphegor
- Yakovlev Yak-40
- Aerocomp Comp Air Jet

Le moteur a également été utilisé dans un laboratoire de Train à grande vitesse (ru) et dans un système de décontamination NRBC, le TMS-65M (en russe : « ТМС-65М »), où les flux de gaz sortant du moteur étaient utilisés pour disperser une fine pluie de produits décontaminants sur la zone à nettoyer.